# Mi chiamavano Requiescat... ma avevano sbagliato
Mi chiamavano Requiescat... ma avevano sbagliato è un film del 1973 diretto da Mario Bianchi con lo pseudonimo Frank Bronston.
Pellicola di produzione italo-spagnola di genere western.

## Trama
Poco dopo la fine della Guerra di Secessione, il capitano nordista Jeff Mulligan  viene rapito da Machedo. Machedo è un fuorilegge a capo di una banda di ex sudisti, cui sono stati uccisi, impiccati per il volere del capitano Jeff, molti compagni. Egli vuole così vendicare la loro morte. Il capitano, tuttavia riuscirà a salvarsi e a sgominare la banda degli ex sudisti capitanati da Machedo.